# 動天
『動天』（どうてん）は、1991年の日本映画。トーメン制作、東映京都撮影所制作協力、東映配給。

## 概要
作詞家のなかにし礼がトーメンに出資を頼み、同社の創業70周年記念作品として製作された。幕末の横浜を舞台に時代の先駆者として日本の開国に貢献したとされる商人・中居屋重兵衛の半生を映画化。

## あらすじ
安政5年、徳川幕府は日米通商条約を結び、横浜開港を決めた。上州出身の中居屋重兵衛は、商人ながら佐久間象山の門下に勝海舟と共に学び、火薬、砲術、語学などに精通する。世界を相手にした商いを目標とする重兵衛は、日本橋の店を畳んで横浜に進出。広大な土地を借り受け外国商館に引けを取らない豪壮な館を建築し、外国貿易を切り開いていく。しかし急速な西欧化に反対する勢力による"大獄"が猛威を振るう。幕府の横浜への弾圧は激しさを増し、商人たちが大打撃を受ける日が目前に迫る。重兵衛は開国日本と自由貿易を信じ水戸烈士たちへの陰からの支援を決意する。

## キャスト
- 中居屋重兵衛：北大路欣也
- おその：黒木瞳
- おらん：島田陽子
- 勝海舟：西郷輝彦
- 松田玄仲：三浦浩一
- 井伊掃部頭直弼：江守徹
- 水戸斉昭：芦田伸介
- 大場新八郎：堤大二郎
- お春：佐藤忍
- 岩瀬肥後守忠震：高橋悦史
- 君香：辻沢杏子
- ポン太：太宰由美子
- 赤松左衛門尉範忠：磯部勉
- 三枝勘兵衛：平泉成
- 関鉄之介：内藤剛志
- 和泉屋善兵衛：下川辰平
- 佐助：下絛アトム

## スタッフ
- 監督 - 舛田利雄
- 原作 - なかにし礼
- 脚本 - 芦沢俊郎、笠原和夫、舛田利雄
- 企画 - なかにし礼、渡辺亮徳、太刀川恒夫
- 製作 - 北村恒夫、岡田茂
- プロデューサー - 二橋進悟、佐藤雅夫、中山正久
- 撮影 - 北坂清
- 美術 - 井川徳道
- 照明 - 金子凱美
- 録音 - 芝氏章
- 整音 - 荒川輝彦
- 編集 - 市田勇
- 記録 - 黒川京子
- 助監督 - 西垣吉春
- 擬斗 - 菅原俊夫
- 火薬効果 - 大平特殊効果、伊藤火薬
- 音楽 - 池辺晋一郎
- 音楽プロデューサー - 高桑忠男
- 特撮 - 東宝映像美術
  - 特技監督 - 川北紘一
  - 撮影 - 江口憲一
  - 照明 - 斉藤薫
  - 美術 - 小村完
  - 特効 - 渡辺忠昭、久米攻
  - 助監督 - 神谷誠
  - 視覚効果 - 宮西武史
  - 制作 - 小島太郎
- サンフランシスコロケ制作担当 - サイモン・ツェー
- 特別協賛 - 日本郵船
- 製作協力 - 東映京都撮影所、NRコーポレーション
- 製作 - トーメン

## 製作経緯

### 企画
なかにし礼が太刀川恒夫、渡辺亮徳を伴い岡田茂東映社長（当時）へ本企画を持ち込み「前々から、なんとかして映画を作りたいと想い続けてきた」「製作資金はトーメンが面倒見てくれる。前売りも100万枚確保します。東映には迷惑かけませんから」と直談判し、北村恒夫トーメン社長（当時）を囲んで会い、北村の「なかにし君のロマンに賭けたい」という言葉に納得して「なかにし君の夢をかなえてやろう」と東映で製作を決めた。なかにしはトーメンの顧問を務めていた。本作の主人公・中居屋重兵衛は商社マンの先駆者のような人物とされるためトーメンが出資を決め前売り券も70万枚契約したという。東映はテレビもビデオもマーチャンも、全部東映がオールライツを握るというのを大原則にしてきたが、当時の映画界を取り巻く状況から方向転換し、組む相手にも出資させる、そのかわり権利の配分を渡すというように年間数本の外部との提携作品を織り込んでいく方針を打ち出していた。　

### 脚本
タイトルの『動天』は商人が「天を動かす」という意味で、なかにしこだわりの命名。なかにしが中居屋重兵衛の話を見つけて企画を立て既に脚本を書いていたが、内容が映画的でないと判断され、舛田に頼まれた笠原和夫が入り脚本の手直しの準備を始めた。しかし岡田東映社長が、なかにしが笠原とぶつかることを危惧し、笠原が仕事がなくて困っていた芦沢俊郎を舛田に紹介し、芦沢が笠原の後任として途中から参加した。ところが芦沢が怠け者で仕事をせず、笠原も岡田社長の指示で『福沢諭吉』の脚本にまわり、結局なかにしが原作としてクレジットされ、脚本はほぼ舛田が作成したという。なお、本作の主人公・中居屋重兵衛は架空の人物という説もあり、当時も確証の高い資料は見つからず、内容はフィクション部分が多い可能性もある。

### 製作費
当時はバブル期でトーメンが文化事業という名目で製作費10億円を全額出資。うち3億円をなかにしが使い、1億円を東映京都撮影所が使用した。琵琶湖畔の空き地に京都撮影所のスタッフが当時の横浜を再現したオープンセットを製作した。

### 興行
10億5000万円。1991年配給収入日本映画第8位。　